# Carl von Wolff

Carl von Wolff (1856–1935), Fotografie 1917

Carl von Wolff, auch Karl von Wolff (* 19. März 1856 in Holzminden; † 7. November 1935 in Braunschweig) war ein deutscher Jurist und Politiker. Er war braunschweigischer Minister und stand von 1914 bis 1918 dem Staatsministerium vor.

## Leben
Carl Wolff wurde 1856 als Sohn eines Landgerichtspräsidenten zu Holzminden geboren. Er besuchte das dortige Gymnasium und studierte anschließend von 1874 bis 1877 Rechtswissenschaft in Göttingen, Leipzig und Tübingen. Er leistete Militärdienst als Einjährig-Freiwilliger bei der Braunschweiger Artillerie. Nach dem ersten juristischen Examen war er Referendar beim Stadtgericht Wolfenbüttel. Die zweite juristische Staatsprüfung bestand er 1881. Er erhielt zunächst die Zulassung als Rechtsanwalt beim Landgericht Braunschweig und 1890 diejenige als Notar. Wolff wurde beim Oberlandesgericht Braunschweig zugelassen und erhielt sieben Jahre darauf den Titel Justizrat verliehen. Von 1898 bis 1907 gehörte er der Braunschweiger Stadtverordnetenversammlung an. Er wurde 1907 Senatspräsident beim herzoglichen Oberlandesgericht in Braunschweig. Im Jahr 1908 wurde Wolff zum herzoglich-braunschweigischen Minister für Justiz und Kultus ernannt. Am 10. Januar 1914 übernahm er als Nachfolger des tags zuvor verstorbenen Staatsministers Adolf Hartwieg den Vorsitz im Staatsministerium. Wolff war ehrenamtliches Mitglied der juristischen Prüfungskommission. Daneben war er Treuhänder der Braunschweig-Hannoverschen Hypothekenbank und stellvertretender Vorsitzender des Disziplinarhofes und des Gerichtshofes für Kompetenzstreitigkeiten.
Nach der Abdankung Herzog Ernst Augusts am 8. November 1918 legte Wolff sein Ministeramt nieder. In dem nach Ende des Ersten Weltkriegs neu gegründeten Freistaat Braunschweig wurde Wolff für kurze Zeit Leiter der braunschweigischen Zweigstelle des Reichsausgleichsamtes, welches dem Reichsministerium für Wiederaufbau angegliedert war.
Wolff wurde vielfach geehrt. Im Jahr 1910 erhielt er den Titel Excellenz. Für seine zehnjährige Ministertätigkeit wurde ihm 1918 der erbliche Adelsstand verliehen. Er wurde 1920 zum Ehrenbürger der Technischen Hochschule Braunschweig und 1923 zu deren Ehrensenator ernannt. Carl von Wolff wohnte zuletzt in Braunschweig. Dort starb er im November 1935 im Alter von 79 Jahren.